# Heinrich Witt (Kaufmann)

Heinrich Witt

Heinrich Witt (* 11. Mai 1799 in Altona; † 3. November 1892 in Lima) war ein Kaufmann aus Altona, der die größte Zeit seines Lebens in Peru verbrachte und dort ein Tagebuch verfasste, das ursprünglich dreizehn Bände mit über 10.000 Seiten umfasste. Heute sind von diesem Tagebuch in einer überarbeiteten Version noch 10 Bände erhalten (Bde. 1–9 und 13), in denen Witt seine Kindheit und Jugend in Altona, sein Leben in Peru und seine zahlreichen Reisen in Peru, Bolivien, Europa und zwischen den Kontinenten beschreibt.

## Biographie
Heinrich Witt wurde am 11. Mai 1799 in eine Kaufmannsfamilie im holsteinischen Altona geboren. Altona war zu dieser Zeit eine eigenständige Stadt, die zum Königreich Dänemark gehörte. Witt begann seine kaufmännische Karriere 1816 als Lehrling in dem renommierten Altonaer Handelshaus von Conrad Hinrich Donner. 1823 ging er nach London, wo er eine Anstellung bei Antony Gibbs and Sons antrat. 1824 wechselte Witt in die Südamerika-Dependance von Gibbs nach Peru. Dort war er zunächst in Arequipa, im Süden des Landes, tätig, bis er 1833 zum Kontorchef des Hauptsitzes in der Hauptstadt Lima befördert wurde. 1842 trennte Witt sich von Gibbs und etablierte sich in der Folgezeit erfolgreich als selbständiger Kaufmann im Handel mit Waren aus Europa. Zeitweilig war er auch in dem für Peru so bedeutenden Guanogeschäft tätig. Der Schwerpunkt der geschäftlichen Aktivitäten Witts lag aber schon bald im Finanzbereich, d. h. im privaten Kredit-, Anleihe- und Wechselgeschäft. In den 1860er und 1870er Jahren beteiligte er sich zudem an den in Lima entstehenden Banken, Versicherungen, Eisenbahn- und Versorgungsgesellschaften. Nicht zuletzt aufgrund seiner geschäftlichen Erfolge wurde Witt 1841 zunächst zum Konsul und schließlich 1845 zum Generalkonsul des Königreichs Dänemark in Peru ernannt. Bereits 1831 hatte Witt in Arequipa die zweifache Witwe María Sierra Velarde geheiratet, die drei Kinder mit in die Ehe brachte.

## Das Tagebuch
Bereits in seiner Kindheit und Jugend hatte Witt Anläufe zum Führen eines Tagebuchs unternommen. Ab 1820 notierte er schließlich regelmäßig und, von wenigen Unterbrechungen abgesehen, während seines ganzen Lebens beinahe täglich Erlebnisse, Handlungen und Gedanken. Es gilt als das umfangreichste jemals in Lateinamerika verfasste Tagebuch. Diese Aufzeichnungen bildeten die Grundlage für ein neues, d. h. von ihm selbst überarbeitetes, ins Englische übersetzte und (Witts Meinung nach) verbessertes Tagebuch, mit dem er 1859 begann.

Revidierte Ausgabe: 

Die von Ulrich Mücke überarbeitete Edition folgt dem Prinzip der „letzten Hand“. Der zur Verfügung gestellte Text entspricht also jenem Text, den Witt selbst der Nachwelt überliefern wollte. Er gibt in allen Details das englische Original wieder ohne jede Ergänzung oder Auslassung. Streichungen von Witt sind stillschweigend als solche akzeptiert worden, umgestellte Textteile erscheinen nun dort, wo sie den Angaben Witts nach stehen sollten. Stellen, die durch Papierverlust oder andere Beschädigungen nicht lesbar sind, werden als solche ausgewiesen. Witt schrieb die erhaltene Tagebuchversion unter Rückgriff auf umfangreiche vorläufige Texte, die zu einem großen Teil die ursprünglichen vollständigen Tagebücher waren. Diese Texte, die Witt als Gedächtnisstütze in den 1840er Jahren auf Spanisch verfasste,  zerstörte er bis auf zwei Bände. Diese beiden sind erhalten. Sie sind als Faksimile Teil einer Online-Edition (2015).